# Silvaninus nitidus
Silvaninus nitidus es una especie de coleóptero de la familia Silvanidae.

## Distribución geográfica
Habita en México, Venezuela y Guatemala.